# Aces & Eights: Shattered Frontier (RPG)
Aces & Eights: Shattered Frontier (“Ases e Oitos: Fronteira Despedaçada”) é um RPG americano escrito por Jolly R. Blackburn, Brian Jelke, Steve Johansson, Dave Kenzer, Jennifer Kenzer e Mark Plemmons e foi publicado em 2007 pela Kenzer & Company. Aces & Eights venceu o Origins Award como o RPG do ano em 2007 e foi nomeado em quatro categorias do ENnie Awards: Melhor Valor de Produção, Melhor Regra, Melhor Jogo e Produto do Ano. Ele venceu a ENnie Award como Melhor Jogo. A versão original de Aces & Eights tem capa dura em couro com 400 páginas coloridas.

## Cenário
Aces & Eights se passa em uma diferente linha do tempo onde a Guerra Civil Americana aconteceu dez anos atrás e o Reino Unido junto com a França ajudaram os Estados Confederados da América (ECA). A Guerra Civil durou dez anos e os dois lados cessaram quando os recursos e a mão de obra começaram a se esgotar. A República do Texas nunca teve chance de se unir à União e ficou neutra na guerra. Por conta do empate entre a União e os ECA, o “Território Indígena” (atual estado de Oklahoma) conseguiu formar seu próprio governo e saiu da União. O México ainda controla grande parte do atual sudeste americano, mas não tem mão de obra nem dinheiro para fazer a administração.

## Histórico da publicação
Em junho de 2005, a Kenzer & Company publicou um conjunto básico de regras de combate chamado Aces & Eights: Showdown. Nele continha o básico para a criação de personagens e as regras para combate, além de alguns cenários de exemplo e um mapa das cidades fictícias Lazarus e Black Horse. Em junho de 2007 foi lançado o Aces & Eights: Shattered Frontier. O jogo inclui todas as regras de Showdown sobre o combate básico, mas contém mais detalhes sobre criação de personagem e outras configurações mais avançadas.